# ماكسيميليانو لوفيرا
ماكسيميليانو لوفيرا (بالإسبانية: Maximiliano Lovera)‏ (9 مارس 1999 في الأرجنتين - ) هو لاعب كرة قدم أرجنتيني في مركز مهاجم ‏.

## روابط خارجية
- ماكسيميليانو لوفيرا على موقع الاتحاد الأوربي (الإنجليزية)
- ماكسيميليانو لوفيرا على موقع قاعدة بيانات كرة القدم.إي يو (الإنجليزية)
- ماكسيميليانو لوفيرا على موقع ليكيب (الفرنسية)
- ماكسيميليانو لوفيرا على موقع Soccerway.com (الإنجليزية)
- ماكسيميليانو لوفيرا على موقع عالم كرة القدم.نت (الإنجليزية)
- ماكسيميليانو لوفيرا على موقع AS.com (الإسبانية)